# Angelina Monti
Angelina Monti (Rimini, 22 augustus 1941) is een Italiaanse jazz- en schlagerzangeres, die een voornamelijk Duitstalig repertoire zingt.

## Biografie
Angelina Monti groeide aanvankelijk op in Italië als dochter van een orkestvioliste. Na haar opleiding kreeg ze zangles en bleek ze zo getalenteerd dat ze werd ingezet als achtergrondzangeres in het orkest van haar vader. Tijdens een gasttournee van het orkest in het midden van de jaren 1950 werd de Süddeutscher Rundfunk zich bewust van de jonge zangeres en nodigde haar uit voor studio-opnamen. De familie Monti heeft dit aangegrepen om zich permanent in Duitsland te vestigen.
Door de radio-opnamen raakte de platenindustrie ook geïnteresseerd in de Italiaanse. Ze tekende bij het platenlabel Telefunken en produceerde eind 1959 met Angelina Monti de eerste single Junge Liebe en Amigo mio. De A-kanttitel Junge Liebe was een coverversie van het mislukte nummer My Problem, gezongen door de Amerikaanse countryzangeres Barbara Allen. De belangstelling voor de eerste single van Monti was navenant ingetogen. Ook in de volgende opnamen toonde Telefunken weinig gevoel, op de tweede single werd het nummer Wir wollen niemals auseinandergehn uitgebracht, dat kansloos was tegen de versie met Heidi Brühl. In 1963 bracht Telefunken in totaal 15 singles uit met Angelina Monti, maar geen van de nummers bereikte de Duitse hitlijsten. In 1965 bracht ze een single uit bij Polydor Records en verhuisde ze vervolgens naar het Duitse Vogue, waar ze haar enige opmerkelijke succes behaalde met het nummer Robertino. Tijdens de voorronden voor het Eurovisiesongfestival in 1965, het evenement A Song for Naples, werd ze tweede. Eind 1969 bereikte ze ook een bepaald niveau van bekendheid met het titelnummer I Love You, Jo Walker uit de filmserie Kommissar X. Deze verscheen ook op een single uitgebracht door Ariola Records.
Hoewel de opnamecarrière niet optimaal verliep, kreeg Angelina Monti de gelegenheid om tal van publieke optredens te doen, zoals in de tv-programma's Musik aus Studio B  en het schlagermagazine van Werner Müller, maar ook op concertreizen met o.a. Kurt Edelhagen en Max Greger. Bovendien werd ze ingezet in sommige film- en televisiefilms.
Later kreeg ze verbintenissen op cruiseschepen voor enkele weken, evenals een contract met een internationale hotelketen, wat haar maandenlang gastoptredens in Hong Kong en Singapore garandeerde. Angelina Monti heeft haar hoofdverblijfsplaats in Wiesbaden, waar ze af en toe ook verschijnt als jazz-zangeres. Als 70-jarige ging ze op tournee met het Roy Frank Orchestra in 2011.

## Discografie
- 1959: Junge Liebe / Amigo mio, Telefunken
- 1960: Wir wollen niemals auseinandergehn / Jonny warum bist du traurig, Telefunken
- 1960: Ein bißchen Seligkeit / Mama, Telefunken
- 1960: Sechzehn Gründe / Forever, Telefunken
- 1960: Das Herz einer Mutter / Komm zu mir, Telefunken
- 1960: Willst du immer bei mir bleiben / Tennessee Rosalie, Telefunken
- 1961: Honolulu Moon / No Huhu, Telefunken
- 1961: Iwan Iwanowitsch / Du hast mich vergessen, Telefunken
- 1962: Ein süßes Tangolied / Er muß kein Torero sein, Telefunken
- 1962: Tango Italiano / Boco Po Quito, Telefunken
- 1962: Korsika / Wer will schon allein sein, Telefunken
- 1962: Vorbei, vorbei / Einsam am Kai, Telefunken
- 1963: Mexico Joe / Senor, Telefunken
- 1963: Nur kein Playboy / Ganz im Geheimen, Telefunken
- 1963: Danke schön / Rote Korallen, Telefunken
- 1964: Drei rote Rosen / Das Walzerchen, Vogue
- 1964: Goldener Fächer / Schau nicht fort, Vogue
- 1964: Sie stand noch am Hafen / Verzeih mir, Polydor Records
- 1965: Robertino / Komm mir entgegen, Vogue
- 1966: I Love You, Jo Walker / Es war ein Frühlingstag, Ariola Records
- 1968: Alles Schöne auf der Welt / Ein neuer Tag beginnt, Ariola Records
- 1968: Alles wird wieder gut / Leben, Metronome Records

## Film en televisie
- 1962: Die türkischen Gurken (bioscoopfilm)
- 1962: Na, dann prost! (tv-film)
- 1962: Ein gewisser Herr S... (tv-film)
- 1963: So viel Schwung (tv-film)
- 1964: Amigos del martes (tv-serie, een aflevering)
- 1969: Der gemütliche Samstagabend (tv-film)
- 1971: Tanz-Café (tv-serie, een aflevering)